# Алано-ді-П'яве
Алано-ді-П'яве (італ. Alano di Piave, вен. Ałano de Piave) — муніципалітет в Італії, у регіоні Венето, провінція Беллуно.
Алано-ді-П'яве розташоване на відстані близько 450 км на північ від Рима, 65 км на північний захід від Венеції, 36 км на південний захід від Беллуно.
Населення — 2861 особа (2014).
Щорічний фестиваль відбувається 17 січня. Покровителі — святий Антоній Великий.

## Демографія
Населення за роками:

Станом на 1 січня 2023 року в муніципалітеті офіційно проживало 400 іноземців з 30 країн, серед них 46 громадян країн Євросоюзу та 26 громадян України.

## Сусідні муніципалітети
- Кавазо-дель-Томба
- Падерно-дель-Граппа
- Педеробба
- Поссаньо
- Куеро-Вас
- Сегузіно
- Серен-дель-Граппа
- Вальдобб'ядене